# Кубок Президента ОАЕ з футболу 2018—2019
Кубок Президента ОАЕ з футболу 2018—2019 — 43-й розіграш кубкового футбольного турніру в ОАЕ. Титул володаря кубка здобув Шабаб Аль-Аглі.

## Календар
| Раунд         | Дата                        | Матчі | Клуби   |
| ------------- | --------------------------- | ----- | ------- |
| Груповий етап | 5 жовтня - 3 листопада 2018 | 20    | 24 → 16 |
| 1/8 фіналу    | 7-9 грудня 2018             | 8     | 16 → 8  |
| 1/4 фіналу    | 8-9 лютого 2019             | 4     | 8 → 4   |
| 1/2 фіналу    | 16 березня 2019             | 2     | 4 → 2   |
| Фінал         | 29 квітня 2019              | 1     | 2 → 1   |

## 1/8 фіналу
| Команда 1          | Рахунок | Команда 2            |
| ------------------ | ------- | -------------------- |
| 7 грудня 2018      |         |                      |
| Дібба Аль-Фуджейра | 6:0     | Аль-Вахда            |
| Аль-Айн            | 3:5     | Аль-Васл             |
| 8 грудня 2018      |         |                      |
| Фуджайра           | 1:0     | Аджман               |
| Аль-Джафра         | 2:1     | Дібба Аль-Хісн (2)   |
| Шарджа             | 1:0     | Аль-Джазіра          |
| Хатта (2)          | 1:4     | Емірейтс Клаб        |
| 9 грудня 2018      |         |                      |
| Баніяс             | 0:1     | Ан-Наср              |
| Шабаб Аль-Аглі     | 3:0     | Аль-Іттіхад (Кальба) |

## 1/4 фіналу
| Команда 1          | Рахунок      | Команда 2     |
| ------------------ | ------------ | ------------- |
| 8 лютого 2019      |              |               |
| Дібба Аль-Фуджейра | 0:2          | Аль-Джафра    |
| Фуджайра           | 0:2          | Аль-Васл      |
| 9 лютого 2019      |              |               |
| Шарджа             | 2:1 дч       | Емірейтс Клаб |
| Шабаб Аль-Аглі     | 1:1 пен. 4:2 | Ан-Наср       |

## 1/2 фіналу
| Команда 1       | Рахунок | Команда 2      |
| --------------- | ------- | -------------- |
| 16 березня 2019 |         |                |
| Аль-Джафра      | 2:1     | Шарджа         |
| Аль-Васл        | 1:5     | Шабаб Аль-Аглі |

## Фінал
| 29 квітня 2019 18:45 (EEST) |

| Аль-Джафра | 1:2      | Шабаб Аль-Аглі |
| ---------- | -------- | -------------- |
| Атуші 81'  | Протокол | Халіл 35', 70' |

| Шейх Заєд, Абу-Дабі Арбітр: Хамад Алі Юсуф Ал-Алі |